# Токарев, Станислав Николаевич
Станислав Николаевич Токарев (7 апреля 1932, Москва – 22 октября 1989, Москва) – советский журналист, сценарист, писатель, автор многочисленных документальных и художественных произведений о спорте. Считается одним из самых ярких спортивных журналистов СССР 1960-х –1980-х годов.

## Биография
Родился 7 апреля 1932 года в Москве. Отец – Николай Семенович Токарев (1895–1937), большевик, профессиональный революционер (настоящая фамилия – Цвелёв), был репрессирован в 1937 году. Мать – биохимик Роза Рафаиловна Токарева (Левина).
Вырос в Москве. В детстве жил на углу Сретенского бульвара и Костянского переулка. В школьном возрасте увлекся футболом и журналистикой. Соседом по двору и партнером по футбольным играм Токарева был будущий олимпийский чемпион и легенда «Спартака» Игорь Нетто, однако сам Токарев с детства болел за ЦДКА.
В очерке «Мы, пишущие» Токарев вспоминал, что прочитывал все номера газеты «Советский спорт» «от корки до корки. Заметки же о футболе вырезал и подклеивал в альбом». Особенно сильное впечатление на Токарева производили статьи Юрия Ваньята.
Занимался в кружке юных историков при московском Доме пионеров. По воспоминаниям Токарева, перед школьниками выступали академик Тарле, писатель Лев Кассиль, который произнес речь о том, что «надо знать не только историю древности или, например, средних веков, надо знать и современность, а в нее одним из главных элементов входит спорт, входит футбол».
После окончания школы поступил на факультет журналистики МГУ, который окончил в 1955 году. Получив распределение в газету «Коммунист Таджикистана», проработал в ней три года.

### «Советский спорт»
В «Советском спорте» проработал с 1958 по 1985 год с небольшими перерывами, когда переходил на работу в Агентство печати «Новости», журналы «Спортивная жизнь России» и «Смена». Писал о лыжных гонках, биатлоне, легкой атлетике, велоспорте, конькобежном спорте.
«В спортивной журналистике 50–60-х годов Токарев стал тем, чем в молодежной прозе был Аксенов, а в поэзии – Евтушенко. Токаревский стиль быстро обрел популярность в среде молодых спортивных журналистов. Ему подражали…», – вспоминал его коллега по «Советскому спорту» Стив Шенкман.

С конца 1960-х основными темами очерков и корреспонденций Токарева стали спортивная гимнастика и фигурное катание.
«Он писал о многих видах спорта, но предпочтение отдавал фигурному катанию и женской гимнастике. Тому была легко объяснимая причина. Токарев был неравнодушен к женской красоте. Неудивительно, что героинями очерков Токарева нередко становились знаменитые гимнастки и фигуристки».
Освещал в «Советском спорте» зимние Олимпийские игры 1976 года в Инсбруке и летние Олимпийские игры 1980 года в Москве.
Одновременно с работой в «Советском спорте» сотрудничал с журналами «Юность», «Физкультура и спорт».

Героями очерков Токарева становились известные советские спортсмены и тренеры 1970-х и 1980-х – гимнастки Лариса Петрик и Людмила Турищева, бегунья Татьяна Казанкина, фигуристы Людмила Смирнова и Андрей Сурайкин, Людмила Пахомова и Александр Горшков, Наталья Бестемьянова и Андрей Букин, заслуженный тренер СССР по биатлону Александр Васильевич Привалов и заслуженный тренер СССР по спортивной гимнастике Владислав Степанович Растороцкий.
«Часто можно слышать разговоры о том, что такое фигурное катание: спорт или искусство? Так вот Токарев писал о фигурном катании как об искусстве. Поэтому его заметки были не спортивным отчетом, а тоже маленьким произведением искусства. Может, оттого спортивным функционерам материалы Токарева было неприятно читать. И что немаловажно, ничьим другом он не был: ни другом Жука, ни другом Чайковской». Игорь Бобрин, чемпион Европы по фигурному катанию 
В 1982 году в ленинградском журнале «Аврора» был опубликован автобиографический очерк Токарева «Мы, пишущие» – о профессии спортивного журналиста и о коллегах, главном редакторе «Советского спорта» Николае Семеновиче Киселеве и ответственном секретаре газеты Николае Тарасове, о Мартыне Мержанове и Льве Филатове, Юрии Ваньяте и Михаиле Марине.
Уже будучи одним из самых известных журналистов страны, оставался, по воспоминаниям коллег, «скромным человеком» и «командным игроком»: «В редакции все, начиная от машинисток и кончая главным редактором, обращались к Стасу на «ты».
Известный советский журналист Евгений Рубин, впоследствии эмигрант и один из создателей газеты «Новый американец», называл Токарева «возможно, самым блистательным журналистом за всю историю «Советского спорта».
В книге мемуаров «Пан или пропал!» Рубин писал: «Не верилось, что оболочка смазливого мальчика скрывает такую почтительность к слову, такой безупречный литературный вкус, такую преданность дела и такую работоспособность».

### Литературная работа
Первая большая работа Токарева, очерк «Ранняя слава» о проблемах ранней специализации детей в советском спорте, вышел в 1959 году в «катаевской» «Юности», знаменитом литературном журнале времен «оттепели». Первая повесть – «Мой трудный май» – была опубликована в первом номере журнала «Молодая гвардия» за 1964 год, а в 1965 году вышла в том же издательстве отдельным изданием.
Всего Токарев стал автором 14 художественных и документальных книг о спорте, посвященных в основном спортивной гимнастике.
Кроме того, Токарев выступил литературным записчиком книг олимпийской чемпионки 1972 года по конному спорту Елены Петушковой и трехкратной олимпийской чемпионки по фигурному катанию Ирины Родниной.
Особняком в творчестве Токарева стоит повесть «Футбол на планете Руссо», написанная в жанре «фэнтези» и опубликованная в 1981 году в журнале «Искатель». История журналиста газеты «Старлетт» расследующего преступления в спорте, оказывается на поверку, как писал Станислав Гридасов, историей «о переселенцах-романтиках, решивших отряхнуть прах старого мира и построить с нуля новый, прекрасный, чистый, да вышло, как всегда».
По сценариям Станислава Токарева были сняты художественные фильмы на темы спорта: «Новенькая» (1968, Киностудия им. М. Горького, совместно с Павлом Любимовым), «Такая она игра» (1976, Киевская киностудия им. А.П. Довженко, совместно с Вячеславом Винником), прототипами главных героев в котором стали тренеры киевского «Динамо» Валерий Лобановский и Олег Базилевич , «Место спринтера вакантно» (1976, Киевская киностудия им. А.П. Довженко), «Гол в Спасские ворота» (1990, Мосфильм).
В 1974 году вышел документальный фильм «Начало биографии» (ЦСДФ) по сценарию Токарева – о молодых фигуристах Ирине Воробьевой и Александре Власове. Токарев стал сценаристом документального фильма «Растороцкий» из цикла «Спорт и личность» (Центральное телевидение, 1987) – о заслуженном тренере СССР по спортивной гимнастике Владиславе Степановиче Растороцком. В 1989 году снялся в документальной ленте «Гимнасты из Владимира. Школа олимпийского резерва».
Последняя работа Токарева, «Хроника трагического перелета», историческая повесть о жизни одного из первых русских авиаторов Александре Васильеве, победителе перелёта 1911 года Санкт-Петербург — Москва, вышла в 1991 году уже после смерти автора.

### Период «перестройки»
После увольнения из «Советского спорта» занимался литературной и исторической деятельностью.
Расформирование футбольной команды ЦДСА после поражения сборной СССР от Югославии на летних Олимпийских играх 1952 года послужило темой для нескольких работ Токарева. Документальная повесть «Точка разрыва ЦДСА (рассказ о команде, которой нет)», написанная в соавторстве с журналистом Александром Горбуновым, была опубликована в номерах 6, 7, 8, 9, 10 журнала «Спортивные игры». Кроме того, эта история легла в основу сценария художественного фильма «Гол в Спасские ворота», снятого на киностудии «Мосфильм» в 1990 году.
В 1987—1989 г.г. выступал с публицистическими статьями в журнале «Огонёк» Виталия Коротича. Статья Токарева «Не проиграть бы человека» стала одной первых, где были подняты темы допинга и контрабанды в советском спорте. Эта публикация вызвала гневный ответ со стороны бывших коллег по газете «Советский спорт», Анатолия Коршунова и Леонида Трахтенберга. «Огонек», в свою очередь, ответил статьей «Ложь в „высших“ интересах», подготовленной отделом публицистики, обвинив журналистов «Советского спорта», что они защищают «ведомственные интересы» Госкомспорта СССР.
Скончался 22 октября 1989 года в Москве. В некрологе, вышедшем в газете «Советский спорт», было написано, что «Станислав Токарев олицетворял собою целое направление в спортивной журналистике, открывал в ней новые пути, которыми шли потом его ученики и последователи».
Прах захоронен в колумбарии на Ваганьковском кладбище, в одной нише с прахом сына Алексея (1952—2008).